# Basketball-Ozeanienmeisterschaft 1985
Die Basketball-Ozeanienmeisterschaft 1985, die siebte Basketball-Ozeanienmeisterschaft, fand zwischen dem 24. und 27. Oktober 1985 in Sydney sowie Newcastle, Australien statt, das zum dritten Mal die Meisterschaft ausrichtete. Gewinner war der Gastgeber, der zum siebten Mal den Titel erringen konnte. In der Serie konnte Neuseeland mit 3:0 Siegen geschlagen werden. 

## Teilnehmende Mannschaften
Australien

 Neuseeland

## Modus
Gespielt wurde in Form einer Best-of-Three Serie. Die Mannschaft, die zuerst zwei Siege erringen konnte, wurde Basketball-Ozeanienmeister 1985.

## Ergebnisse
| 24. Oktober 1985 |                                        | Australien | 92 – 66 | Neuseeland |  |
| 24. Oktober 1985 | Punkte pro Halbzeit: 49 : 29, 43 : 37. |            |         |            |  |
| 24. Oktober 1985 |                                        |            |         |            |  |
| 24. Oktober 1985 |                                        |            |         |            |  |

| 26. Oktober 1985 |                                        | Australien | 96 – 75 | Neuseeland |  |
| 26. Oktober 1985 | Punkte pro Halbzeit: 44 : 35, 52 : 40. |            |         |            |  |
| 26. Oktober 1985 |                                        |            |         |            |  |
| 26. Oktober 1985 |                                        |            |         |            |  |

| 27. Oktober 1985 |                                        | Australien | 98 – 62 | Neuseeland |  |
| 27. Oktober 1985 | Punkte pro Halbzeit: 45 : 19, 53 : 43. |            |         |            |  |
| 27. Oktober 1985 |                                        |            |         |            |  |
| 27. Oktober 1985 |                                        |            |         |            |  |

| Australien           |
| Meister Australien   |
| Siebte Meisterschaft |

## Abschlussplatzierung
| Rang | Mannschaft |
| ---- | ---------- |
| 1    | Australien |
| 2    | Neuseeland |

Australien qualifizierte sich durch den 3:0-Erfolg für die Basketball-Weltmeisterschaft 1986 in Spanien.